# گمینا تولیشکوو
گمینا تولیشکوو (به لهستانی:  Gmina Tuliszków) یک گمینا در لهستان است که در شهرستان تورک واقع شده‌است. گمینا تولیشکوو ۱۴۹٫۴۴ کیلومتر مربع مساحت و ۱۰٬۵۱۰ نفر جمعیت دارد.